# Comté de Winnebago (Iowa)
Pour les articles homonymes, voir Comté de Winnebago.
Le comté de Winnebago (en anglais : Winnebago County) est un comté de l'État de l'Iowa aux États-Unis. En 2000, la population était de 11 723 personnes.  Son siège est Forest City.

## Histoire
Le comté a été fondé en 1847. Son nom provient de la tribu amérindienne éponyme.

## Géographie
Le comté se trouve à 43° 22′ 44″ N, 93° 43′ 55″ O.
D'après le United States Census Bureau, le comté a une surface totale de 1 040 km2 (402 mi2). Dont 1 037 km2 (400 mi2) sont des terres et 3 km2 (1 mi2) de l'eau.

### Comtés adjacents
| Nord-Ouest : Comté de Faribault (Minnesota) |                     | Nord-Est : Comté de Freeborn (Minnesota) |
| Ouest: Kossuth County                       | Comté de Winnebago  | Est: Worth County                        |
|                                             | Sud: Hancock County | Sud-Est: Cerro Gordo County              |

## Démographie
D'après un recensement de 2000, il y a 11 723 personnes dans le comté, dont 4 749 ménages, et 3 181 familles résident dans le comté.
Sur les 4 749 ménages, 30,60 % ont un enfant de moins de 18 ans, 56,90 % sont des couples mariés, 7,2 % n'ont pas de mari présent, et 33,0 % ne sont pas des familles. 29,40 % de ces ménages sont faits d'une personne dont 14,70 % d'une personne de 65 ou plus.

Pyramide des âges du comté.

L'âge moyen de la population est de 40 ans. Pour 100 femmes il y  95,5 hommes. Pour 100 femmes de 18 ou plus, il y a 92,90 hommes.
Le revenu moyen d'un ménage est de $38 381, et celui d'une famille de $47 306. Les hommes ont un revenu moyen de $30 720 contre $22 509 pour les femmes. Le revenu moyen par tête est de $18 494. Près de 5,0 % des familles et 8,40 % de la population vit en dessous du seuil de pauvreté, dont 11,90 % de ceux en dessous de 18 ans et 8,20 % de ceux de 65 ans et plus.

## Éducation
En 2000, 87,3 % des gens avaient obtenu un diplômes de fin d'étude du secondaire (le 12e grade) ou un diplôme équivalent. La même année près de 16,5 % des personnes ont obtenu une licence, ou un doctorat.
Parmi les établissements présent dans le comté, il y a :
- le Waldorf College (Forest City)

## Villes et cités
| - Forest City - Buffalo Center | - Lake Mills - Leland | - Rake - Scarville | - Thompson |

## Transports
En 2000, le temps de trajet moyen pour se rendre à son travail était 14,8 minutes, comparé au 18,5 minutes de moyenne pour l'État de l'Iowa.

### Axes majeurs
- U.S. Highway 69
- Iowa Highway 9

### Aéroport
- Forest City Municipal Airport